# Марк ван Бомел
Марк Петер Гертруда Андреас ван Бомел (на нидерландски: Mark Peter Gertuda Andreas van Bommel) е холандски футболист роден на 22 април, 1977 в Маасбрахт, Холандия. Играч на ПСВ Айндховен.

## Кариера
Марк ван Бомел започва своята аматьорска кариера в местния Маасбрахт, преди да подпише професионален договор с Фортуна Ситард през 1992. Съотборниците му по това време Вилфред Бума и Кевин Хофланд след това ще се присъединят заедно с него към ПСВ Айндховен

### ПСВ Айндховен
Ван Бомел се присъединява към отбора през 1999, където заформя партньортсво в средата на терена с шведския национал Йохан Фогел.
Става три пъти шампион и два пъти носител на купата с ПСВ. Също така бива избран за холандски играч на годината през 2001 и 2005.
След загубата на полуфиналите на Шампионската лига от Милан, Ван Бомел е спряган за трансфер към Реал Мадрид, Барселона и Милан. След като ПСВ печелят шампионската титла в края на април, слуховете са потвърдени и Ван Бомел подписва за Барселона.

### Барселона
С Франк Рийкард за нов треньор в Барселона, Ван Бомел изиграва 23 мача и се разписва 2 пъти в първия си сезон, като печели Примера Дивисион и Шампионската лига.

### Байерн Мюнхен
На 26 август 2006 г. мениджърът на баварците Ули Хьонес съобщава, че Ван Бомел ще се присъедини към отбора. В медиите се появяват слухове, че трансферът е подпомогнат от евентуалното напускане на Оуен Харгрийвс, но Хьонес настоява отборът да задържи и двамата играчи. Байерн плащат $7.7 на Барселона за футболиста.
Откакто е в отбора, Ван Бомел се е затвърдил като лидер, а в първия си сезон вкарва 6 гола в 20 мача и е избран за „Най-добър играч на Байерн“ за сезон 2006/2007, като побеждава дългогодишните любимци на феновете Рой Макай и Мемет Шол. Халфът става първият чуждестранен — капитан на Байерн Мюнхен. От 2008 е капитан на отбора. На 17 март 2010 препордписва до 2011 година.

### Милан и отново в ПСВ
От началото на 2011 г. е състезател на италианския Милан. Там за година и половина изиграва 39 мача, печели титлата и суперкупата на Италия. През април 2012 се завръща в ПСВ, като става и капитан на отбора. След края на сезон слага край на кариерата си.